# Manning (Iowa)
Manning – miasto w Stanach Zjednoczonych, w stanie Iowa, w hrabstwie Carroll. W 2000 roku liczyło 1490 mieszkańców.